# 黄炳峰
黄炳峰（1975年10月—），广西都安人，毛南族，中国共产党党员。中华人民共和国政治人物、第十三届全国人民代表大会广西壮族自治区代表。

## 生平
2018年，黄炳峰被选为广西壮族自治区出席第十三届全国人民代表大会代表。